# Симфония № 5 (Малер)
Симфо́ния № 5 до-диез минор — сочинение австрийского композитора Густава Малера, завершённое в 1902 году и впервые исполненное под управлением автора в 1904 году. Существенно отредактирована к 1911 году. Симфония имеет необычную структуру: фактически состоит из пяти частей, объединённых автором в три больших раздела, — и является одним из наиболее исполняемых сочинений Малера.

## История создания
Поскольку исследователи творчества Густава Малера рассматривают его симфоническое наследие как единую инструментальную эпопею, первая часть этой эпопеи завершилась исполненной усталости и разочарования Четвёртой симфонией, — Пятая открывала новый цикл, состоящий из трёх симфоний, в которых Малер, в отличие от трёх предыдущих, не обращался к слову. Бруно Вальтер, ученик Малера, по поводу Пятой симфонии писал: «Окончилась борьба за мировоззрение средствами музыки, теперь он хочет писать музыку только как музыкант». Не все готовы согласиться с этим суждением. «Композитор, — считает Инна Барсова, — только перестал искать ответа на свои вопросы в философии, эстетике и литературе…» Для Малера, привыкшего опираться на внемузыкальные ассоциации, литературные или философские (в том числе и в Первой симфонии), отказ от вокала в новом, чисто инструментальном цикле, означал нечто большее, нежели просто отказ от поэтического слова: в его арсенале больше не было слова разрешающего, — воплощать свои мысли он мог теперь исключительно музыкальными средствами. Для многих исследователей Пятая симфония в малеровской эпопее стоит особняком: она оставляет ощущение некоего распутья — композитор здесь как будто только разведывает новые пути. Австрийский исследователь Эрвин Рац считал, что собственно зрелое творчество Малера начинается с Шестой симфонии.

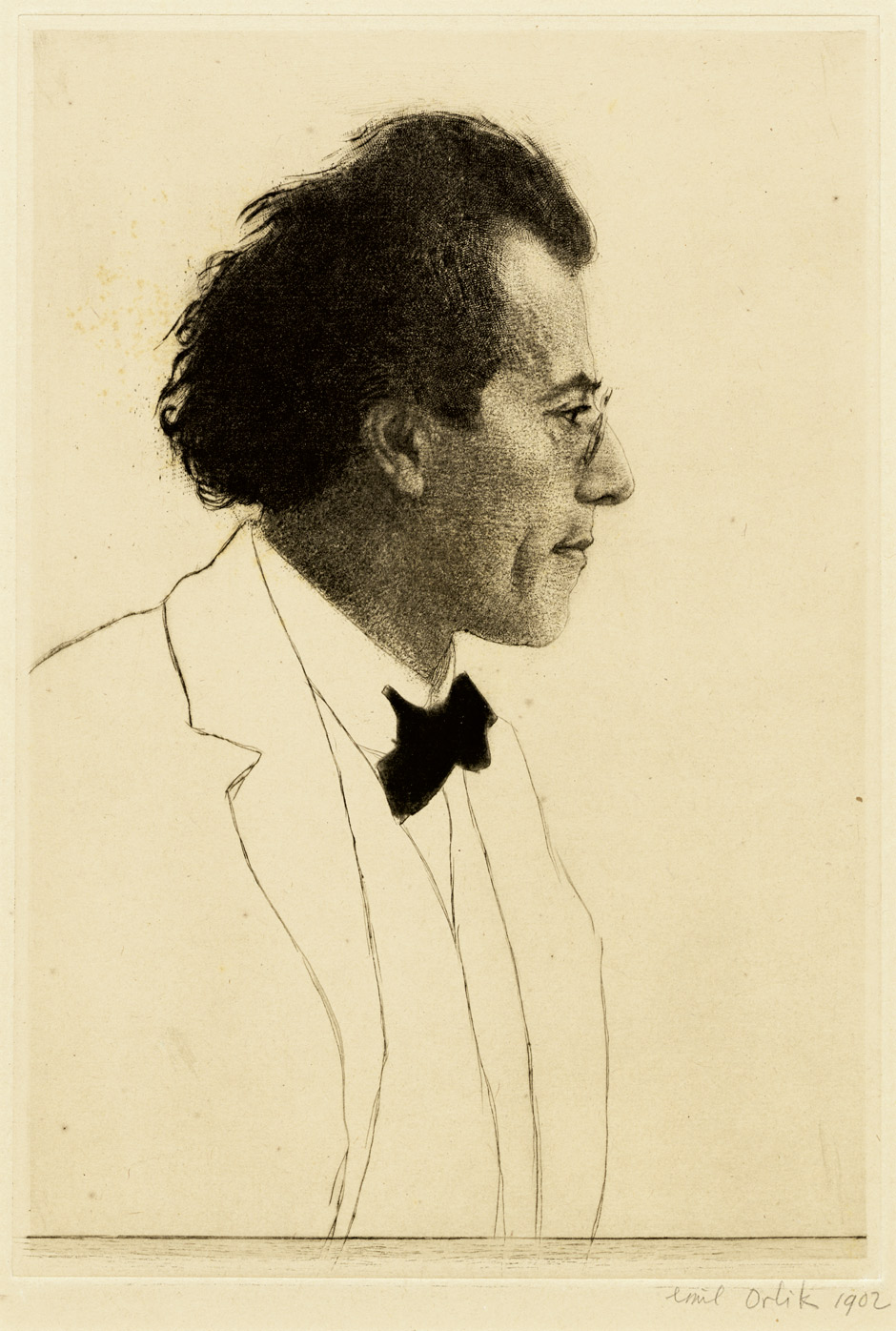
Густав Малер, портрет работы Эмиля Орлика (1902)

В ночь с 24 на 25 февраля 1901 года Малер оказался на волосок от смерти из-за внезапно открывшегося кровотечения, и на следующий день узнал от врачей, что остался жив исключительно благодаря их вмешательству, — биографы композитора связывают с этим обстоятельством мрачный характер сочинений, над которыми он работал в течение 1901—1902 годов: «Песен на стихи Рюккерта» (нем. Rückert-Lieder), «Песен об умерших детях» (нем. Kindertotenlieder) и первых частей Пятой симфонии. Точно так же и оптимистический характер последних частей симфонии связывают с переменами в личной жизни композитора: осенью 1901 года Малер познакомился с одной из самых красивых девушек Вены — Альмой Шиндлер, в марте следующего года они обвенчались. Песню на стихи Рюккерта «Liebst du um Schönheit», посвящённую Альме, биограф композитора А.-Л. де Ла Гранж считает одним из самых красивых объяснений в любви, какие композиторы когда-либо адресовали своим подругам. Виллем Менгельберг утверждал, что таким же объяснением в любви было и Adagietto из Пятой симфонии (Ла Гранж, не считая возможным ставить под сомнение свидетельство человека, столь близкого к Малеру, отмечает, однако, что сама Альма никогда и нигде об этом не писала).
Все симфонии Малера являются программными по сути, и программы первых четырёх он в той или иной форме обнародовал, но обнаружил, что его замыслы, несмотря ни на какие разъяснения, остаются непонятыми, а порою, как это было с программным названием Первой симфонии («Титан»), вводят слушателей в заблуждение. Имела программу и Пятая симфония, но замысел её, по-видимому, был известен лишь узкому кругу друзей. Так, Арнольд Шёнберг по поводу этого сочинения писал Малеру:
Я видел Вашу душу обнажённой, совершенно обнажённой. Она простиралась передо мной, как дикий таинственный ландшафт с его пугающими безднами и теснинами, с прелестными радостными лужайками и тихими идиллическими уголками. Я воспринял её как стихийную бурю с её ужасами и бедами и с её просветляющей, увлекательной радугой. И что мне до того, что Ваша «программа», которую мне сообщили позже, кажется, мало соответствовала моим ощущениям? [...] Разве должен я правильно понимать, если я пережил, прочувствовал? Я чувствовал борьбу за иллюзии, я видел, как противоборствуют друг другу добрые и злые силы, я видел, как человек в мучительном волнении бьётся, чтобы достичь внутренней гармонии, я ощутил человека, драму, истину...
К работе над Пятой симфонией Малер приступил сразу по завершении Четвёртой, в 1901 году, и 24 августа 1902-го сообщил друзьям, что симфония написана; однако набело она была переписана лишь осенью 1903 года, но и после этого Малер не спешил её обнародовать. Третья симфония, впервые исполненная позже Четвёртой, в 1902 году на музыкальном фестивале в Крефельде, оказалась наиболее успешным из всех его сочинений; она привлекла к Малеру-композитору внимание других дирижёров: по свидетельству Бруно Вальтера, он стал исполняемым композитором. Но и этот успех не был безоговорочным, и для первого исполнения нового сочинения композитор выбрал Кёльн — город, где по крайней мере к Третьей симфонии отнеслись благосклонно. Премьера состоялась 18 октября 1904 года, как и все предыдущие — под управлением автора.

### Первые исполнения
Первым исполнениям Пятой симфонии, как и всех предыдущих, сопутствовали упрёки в вульгарности, банальности, безвкусии, в бесформенности, рыхлости, в эклектизме — нагромождении музыки всех родов, попытках соединить несоединимое: грубость и утончённость, учёность и варварство. Даже после успеха Третьей симфонии, пишет А.-Л. де Ла Гранж, публика оказалась не готова следовать за эволюцией композитора, аплодисменты перемежались со свистом. После венской премьеры, состоявшейся годом позже, наименее расположенный к Малеру столичный критик Роберт Хиршфельд, отметив, что публика аплодировала, выразил сожаление по поводу скверного вкуса венцев, которые интерес к «аномалиям природы» дополняют столь же нездоровым интересом к «аномалиям разума». Известен типичный для того времени отзыв Ромена Роллана о Пятой симфонии: «Во всём произведении — смесь педантической строгости и несвязности, отрывочности, разорванности, внезапных остановок, прерывающих разработку, паразитирующих музыкальных мыслей, перерезывающих без достаточного основания жизненную нить».
Но в этот раз и сам автор был не вполне удовлетворён своим созданием, как и некоторые его преданные поклонники: «…Это был первый и, по-моему, единственный раз, — писал по поводу кёльнской премьеры Бруно Вальтер, — когда исполнение малеровской вещи под его собственным управлением не удовлетворило меня. Инструментовка не выявляла с достаточной отчетливостью сложной контрапунктической ткани голосов…». На протяжении ряда лет Малер возвращался к работе над симфонией, вносил существенные изменения, а в 1911 году полностью переоркестровал её (исследователи насчитали двести семьдесят изменений).

## Музыка
В Пятой симфонии немало перекличек с Первой и Второй, — Малер как будто возвращается к волновавшим его в те годы темам, но теперь пытается решить их иначе. К тому же с отказом от разрешающего слова возросла смысловая нагрузка на музыкальную ткань: её пластическая выразительность, динамика и экспрессия теперь должны были компенсировать отсутствие слова, что не могло не повлечь за собой поиски нового стиля. И. Барсова отмечает «вспышку полифонической активности фактуры, несущей мысль, эмансипацию отдельных голосов ткани, как бы стремящихся к предельно выразительному самовысказыванию». И сам Малер по поводу Пятой симфонии писал Г. Гёлеру в 1911 году: «Очевидно, навык, приобретенный в работе над первыми четырьмя симфониями, полностью покинул меня на произвол судьбы: совершенно новый стиль требовал новой техники».

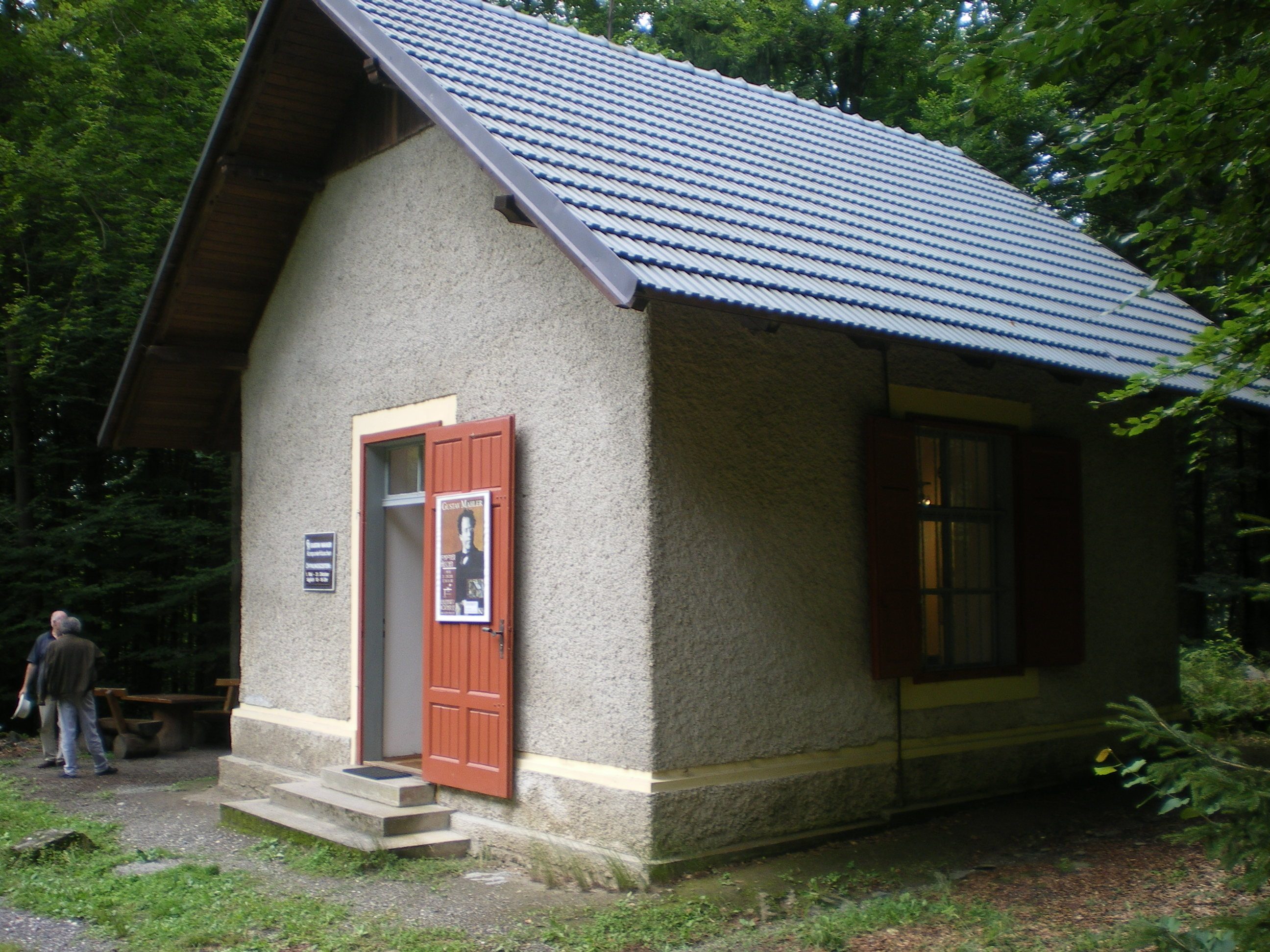
Рабочий домик Малера в Майерниге

Внешний мир в Пятой симфонии предстает перед человеком, по словам Инны Барсовой, «не только грозным, отвергающим или глумящимся, но и непостижимым в своей враждебности» — как судьба, направляющая ход человеческой жизни, столь же иррационально, сколь и неуклонно. Выход из этого конфликта Малер надеется найти в героических усилиях индивида.
Сложным для музыковедов оказался вопрос о частности симфонии; по характеру музыки их пять: траурный марш (нем. Trauermarsch), аллегро (нем. Stürmisch bewegt), скерцо, адажиетто и финал, — и нередко её представляют как 5-частную. Однако сам Малер делил своё сочинение на три «раздела» (нем. Abteilungen): в первый он включил траурный марш и аллегро, в третий — адажиетто и финал; причём письма его свидетельствуют о том, что именно аллегро он считал настоящей первой частью симфонии. Если вынести за скобки траурный марш, складывается та же бетховенская (а впоследствии и брукнеровская) структура, что и в Четвёртой симфонии, — аллегро, скерцо, адажио, финал, — и даже структура более «классическая»: здесь Малер возвращается к традиционному венскому рондо-финалу, которого никогда прежде у него не было. Как указывает музыковед В. В. Вышинский, о том, что Малер стремился в последней части сифонии отдать дань классицизму, говорит и то, что обозначение темпа в ней указано на итальянском языке. С бетховенским симфонизмом сочинение Малера роднит общий принцип развития, по крайней мере внешне воспроизводящий известную формулу: «от мрака к свету, через борьбу к победе».
Хотя симфония известна, по тональности первой части, как симфония до-диез минор, сам Малер не указывал какую-либо тональность как основную для данного произведения.

### Первый раздел
Первая часть раздела, пролог симфонии, обозначенный Малером как «нем. Im gemessenen Schritt. Streng. Wie ein Kondukt» («Размеренным шагом. Строго. Как похоронная процессия»), написан в до-диез минор, в сонатной форме, но с контрастным эпизодом вместо разработки. За патетическими возгласами труб следует мелодия со всеми музыкальными атрибутами похоронного шествия, вобравшая в себя как традиции военных и революционных погребальных церемоний, так и традиции известных образцов симфонического (в Третьей симфонии Л. ван Бетховена) и оперного (в «Гибели богов» Р. Вагнера) траурного марша. При всей эмоциональности этого пролога, здесь, в отличие от Второй симфонии Малера, также открывающейся траурным маршем, опора на известные образцы создаёт некоторую дистанцию между авторским «я» и событиями, сплетение
трагичности и банальности материала, по словам И. Барсовой, «напряженное сочувствие событиям и одновременно их снижение»; «патетический, но безличный» тон пролога отмечает и де Ла Гранж. Всё это достаточно банально, как будто говорит автор; но временами, в том числе в коде, дистанция исчезает и возникает глубоко личное переживание трагедии.
За траурным маршем следует «нем. Stürmisch bewegt. Mit grösster Vehemenz» («Бурно. С величайшей стремительностью») — собственно первая часть симфонии, написанная ля минор, в форме сонатного аллеро (сохраняются, по крайней мере, её внешние контуры), представляющая собой непосредственное продолжение траурного марша и одновременно резко контрастирующая с ним: если в прологе преобладало внешнее действие, лишь эпизодически прерываемое взрывами отчаяния, то Stürmisch bewegt — это собственно переживание трагедии. Накал переживания, пишет де Ла Гранж, достигает здесь крайнего предела, мало кем превзойдённого в симфонической музыке, отчаяние принимает форму «болезненного неистовства». Но в
репризе уже вырисовываются очертания апофеоза финальной части симфонии; отбушевавшая буря, как это определил в своё время Теодор Адорно, «сводится к бессильному эху».

### Второй раздел
Гигантское скерцо, выдержанное в тональности ре мажор, — смысловой центр симфонии, что явилось новшеством не только для Малера, но и для жанра симфонии в целом. Обозначенная композитором как «нем. Kräftig, nicht zu schnell» («Мощно, не слишком быстро»), эта часть резко контрастирует с предыдущей и отличается разнообразием тематизма, богатством образов и настроений; редкий у Малера случай, когда в скерцо нет ничего пародийного, ничего карикатурного. Его исключительность, пишет И. Барсова, — «в радостном ощущении „неслыханной силы“ (…), в пафосе деятельности, творческой игры, способной противостоять и суете сует мира с его „бесцельным кружением“».
В первом разделе скерцо, в гротесковых и лирических, грациозных и грубоватых темах, одним исследователям слышится городской вальс, другим — его предшественник, сельский лендлер; с ним контрастирует второй раздел — прозрачный, «акварельный», сменяющийся новым танцем, но уже более мягким и лирическим, за которым следует спокойная песенная тема. Как в калейдоскопе сменяются мелодии и настроения, в конце же возвращается тема вступительных тактов скерцо.
Сам Малер об этом скерцо писал: «Часть невероятно трудная по своему построению и требует во всех отношениях и во всех деталях величайшего художественного мастерства. В ней мнимый беспорядок должен разрешаться в высший порядок и гармонию, как в готическом соборе».

### Третий раздел
Заключительный раздел открывает написанное в фа мажоре Адажиетто, темп которого Малер обозначил как «нем. Sehr langsam» («Очень медленно»). После бурной радости скерцо, пишет де Ла Гранж, невозможно было ни завершить симфонию трагическим финалом, ни вставить ещё одну часть такого же жизнерадостного характера; необходимый контраст и составил этот «романс без слов», написанный для исключительно струнного оркестра, скромно сопровождаемого арфой. В Пятой симфонии Малер отказался от слова, но не от песни, скрипки здесь играют ту же роль, что и голос во Второй и Третьей симфониях, само Адажиетто в симфоническом цикле занимает то же место, что песня «Urlicht» во Второй, и роль ему отведена та же — лирической кульминация симфонии. Музыковеды обнаруживают связь Адажиетто с написанной позже песней «Я потерян для мира» на стихи Ф. Рюккерта; заключительные слова этой песни, «Я живу один в моем небе, в моей любви, в моей песне» (нем. Ich leb allein in meinem Himmel, in meinem Lieben, in meinem Lied), бросают, считает И. Барсова, ретроспективный свет на лирику этой части. Вагнеровская (или брукнеровская) «бесконечная мелодия» Адажиетто представляет собой некое обобщение, философскую медитацию перед заключительной частью.
Рондо-финал, написанный, как и скерцо, в тональности ре мажор, возвращает слушателя — как Четвёртая симфония — в «золотой век» венской классики, он даже обозначен на редкость традиционно: «итал. Allegro; Allegro giocoso». Многочисленные короткие мотивы в интродукции, как будто брошенные наудачу, по де Ла Гранжу, напоминают темы некоторых симфоний Гайдна и «Пасторальной» Бетховена. Один из этих мотивов отсылает к написанной в 1896 году песне «Похвала знатока» (нем. Lob des hohen Verstandes) из цикла «Волшебный рог мальчика» — юмористическому рассказу о состязании в пении между кукушкой и соловьём; премудрый арбитр присудил победу кукушке, и Малер первоначально хотел назвать эту песню «Похвалой критика».
Энергичная тема фуги сменяется грациозной темой, родившейся из мелодии адажиетто, но здесь уже светлой и безмятежной, за ней следует мужественный фанфарный мотив, и все эти темы в своём развитии сливаются в апофеоз. Такое разрешение конфликта симфонии И. Барсовой кажется неорганичным, де Ла Гранж находит финал «двусмысленным», а Т. Адорно уловил в нём даже «затхлый запах серы». «Композитор, — пишет И. Барсова, — предлагает нам иллюзию преодоления злых сил добрыми силами, символом которых становится гармоничность классического художественного мироощущения. […] И уже дело слушателя — вступить или не вступить в игру, поверить гармонической, умиротворяющей зло силе художественного произвола или усомниться в жизненности монументальной постройки, имеющей столь хрупкую основу».

## Состав оркестра
В отличие от Четвёртой симфонии, партитура Пятой предполагает полноценный симфонический оркестр: кроме струнной группы, 4 флейты, 2 флейты-пикколо, 3 гобоя, английский рожок, 3 кларнета, бас-кларнет, 3 фагота, контрафагот, 6 валторн, 4 трубы, 3 тромбона, тубу, большую группу ударных инструментов — 4 литавры, тарелки, большой барабан, большой барабан с тарелками, треугольник, колокольчики, тамтам, деревянную трещотку, — и арфу.

## Дальнейшая судьба
«Усиление экспрессивной нагрузки на музыкальную ткань, — пишет И. Барсова, — повлекло за собой и новые требования к технике оркестровых инструментов, эксплуатация всех ресурсов которых значительно возросла». Это обстоятельство стало одной из причин сложной судьбы сочинения; сам композитор признавал, что его Пятая симфония для исполнения «очень и очень трудна».
И тем не менее она стала одной из самых исполняемых симфоний Малера: по количеству записей, давно перевалившем за 200, она занимает в малеровской эпопее второе место (после Первой симфонии). Самую первую запись — только первой части и в переложении для фортепиано — осуществил ещё в 1905 году сам Малер; Виллем Менгельберг в 1926 году с Консертгебау и Бруно Вальтер в 1938-м с Венским филармоническим записали только Adagietto; первую полную запись осуществил тот же Бруно Вальтер в 1947 году в Нью-Йорке. Среди лучших интерпретаций, относящихся к 50—60 годам, — записи Германа Шерхена, Димитриса Митропулоса и Леонарда Бернстайна. Но настоящая популярность к Пятой симфонии пришла в 70-е годы, после выхода на экраны фильма Лукино Висконти «Смерть в Венеции», наполненного музыкой Малера, — в 2013 году число дирижёров, записавших симфонию, уже приближалось к 150-ти. Первая запись симфонии в СССР относится к середине 60-х годов и принадлежит главному в ту эпоху пропагандисту музыки Малера в России — Кириллу Кондрашину.

### В театре
В 1975 году хореограф Джон Ноймайер создал на музыку Адажиетто па-де-де «Эпилог» для Наталии Макаровой и Эрика Бруна, впервые исполненное в Нью-Йорк-стейт-театре. Позднее он осуществил постановку симфонии целиком: премьера «Пятой симфонии Густава Малера» состоялась 10 декабря 1989 года и была приурочена к открытию нового здания Гамбургского балета. В год 50-летия с начала Второй мировой войны хореограф мысленно обращался к этому трагическому событию в первой части балета, в финале же его вдохновляли недавнее падение Берлинской стены и начавшееся объединение Германии; для Адажиетто была использована хореография 1975 года.